# Parque nacional de Thap Lan
El Parque nacional de Thap Lan  (en tailandés: อุทยานแห่งชาติทับลาน) es un espacio protegido que se encuentra en la Cordillera de Sankamphaeng, en las provincias de Prachinburi y de Nakhon Ratchasima, en el nordeste de Tailandia. Fue declarado con el estatus de parque nacional el 23 de diciembre de 1981, convirtiéndose en el parque número 39.º del país.
Con una superficie de 2.235 kilómetros cuadrados, es el segundo parque nacional más grande de Tailandia. La sede de Thap Lan se encuentra en Bu Phram, Na Di, Provincia de Prachinburi.